# Кингсланд (Тексас)
Кингсланд (енгл. Kingsland) насељено је место без административног статуса у америчкој савезној држави Тексас.

## Демографија
По попису из 2010. године број становника је 6.030, што је 1.446 (31,5%) становника више него 2000. године.
| Група             | 2000.         | 2010.         |
| Белци             | 4.230 (92,3%) | 5.239 (86,9%) |
| Афроамериканци    | 6 (0,1%)      | 63 (1,0%)     |
| Азијати           | 24 (0,5%)     | 18 (0,3%)     |
| Хиспаноамериканци | 270 (5,9%)    | 610 (10,1%)   |
| Укупно            | 4.584         | 6.030         |